# لوس خایواس
لُس خایواس (به اسپانیایی: Los Jaivas) یک گروه موسیقی راک و فولکوریک در شیلی بود که در سبک‌های محلی و پراگرسیو راک فعالیت می‌کردند.

## اعضا
- آلان ریاله (گیتا، صدا)
- خوئانیتا پاررا (درامز)
- ماریا موتیس (صدا، گیتار الکترونیک، باس، سازهای کوبه ای)
- کلادیو پاررا (پیانو، صدا)
- فرانسیسکو بوسکو (ساکسیفون، عضو)
- کارلوس کابزاس (چارانگو، صدا، ویولون، فلوت)

### اعضای سابق
- آنکاتو آلکینتا (صدا، گیتار)
- گابریل پاررا † (درامز)
- ادواردو «گاتو» آلکینتا † (صدا، گیتار)
- ادواردو پاررا (عضو، سازهای کوبه‌اس)
- الوی آلکینتا † (صدا، ساکسیفون، سازهای کوبه‌اس)
- آئورا آلکینتا (صدا)
- کارلوس ادویبوئنو (گیتار)
- ژولیو آندرسون (باس)
- کارلوس کانزانی (باس، گیتار)
- آلبرتو لدو (چارانگو، کوئنا)
- مارسلو مونیوز (درامز)
- فرناندو فلورس (باس)

## دیسکوگرافی

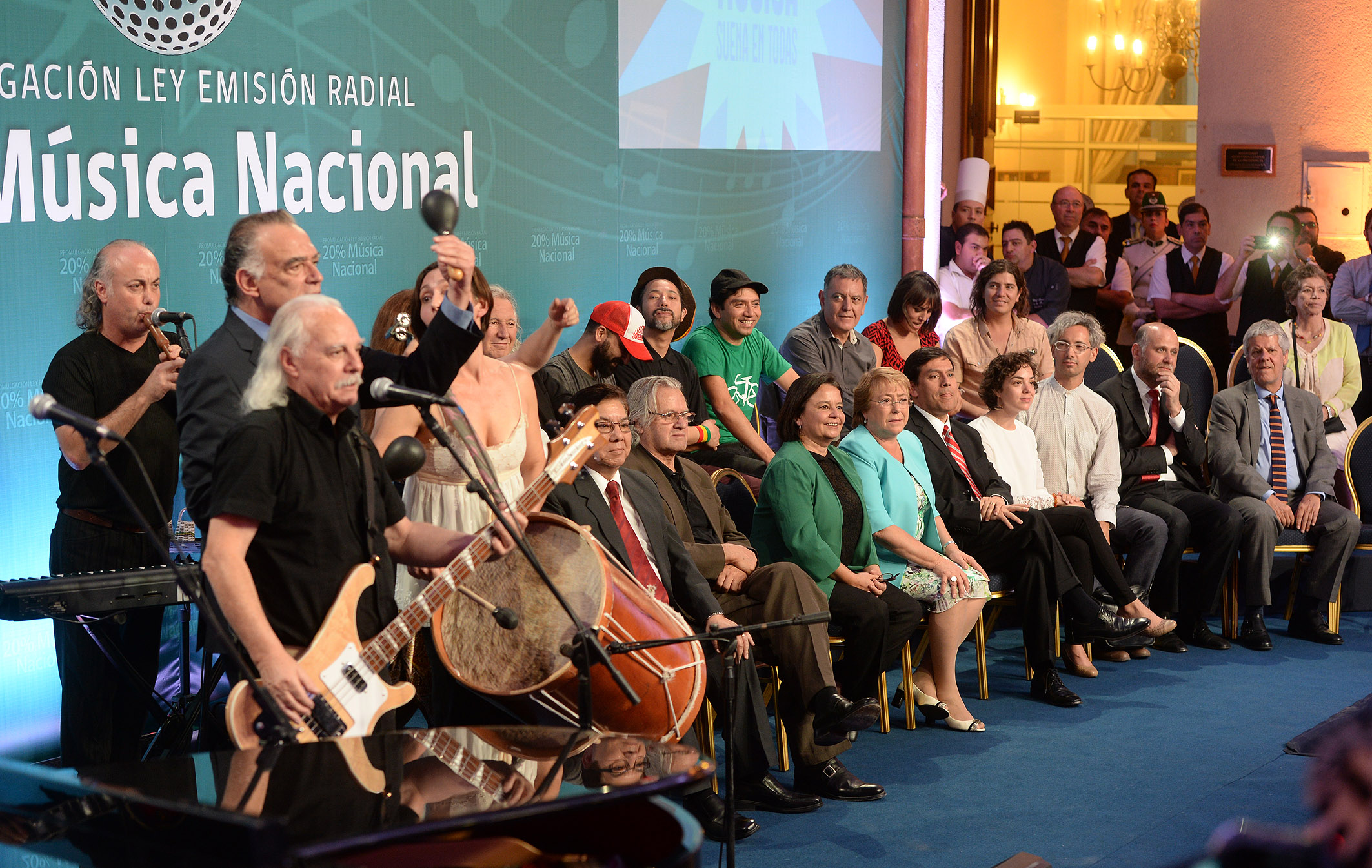
اعضای گروه در سال ۲۰۱۵ میلادی.

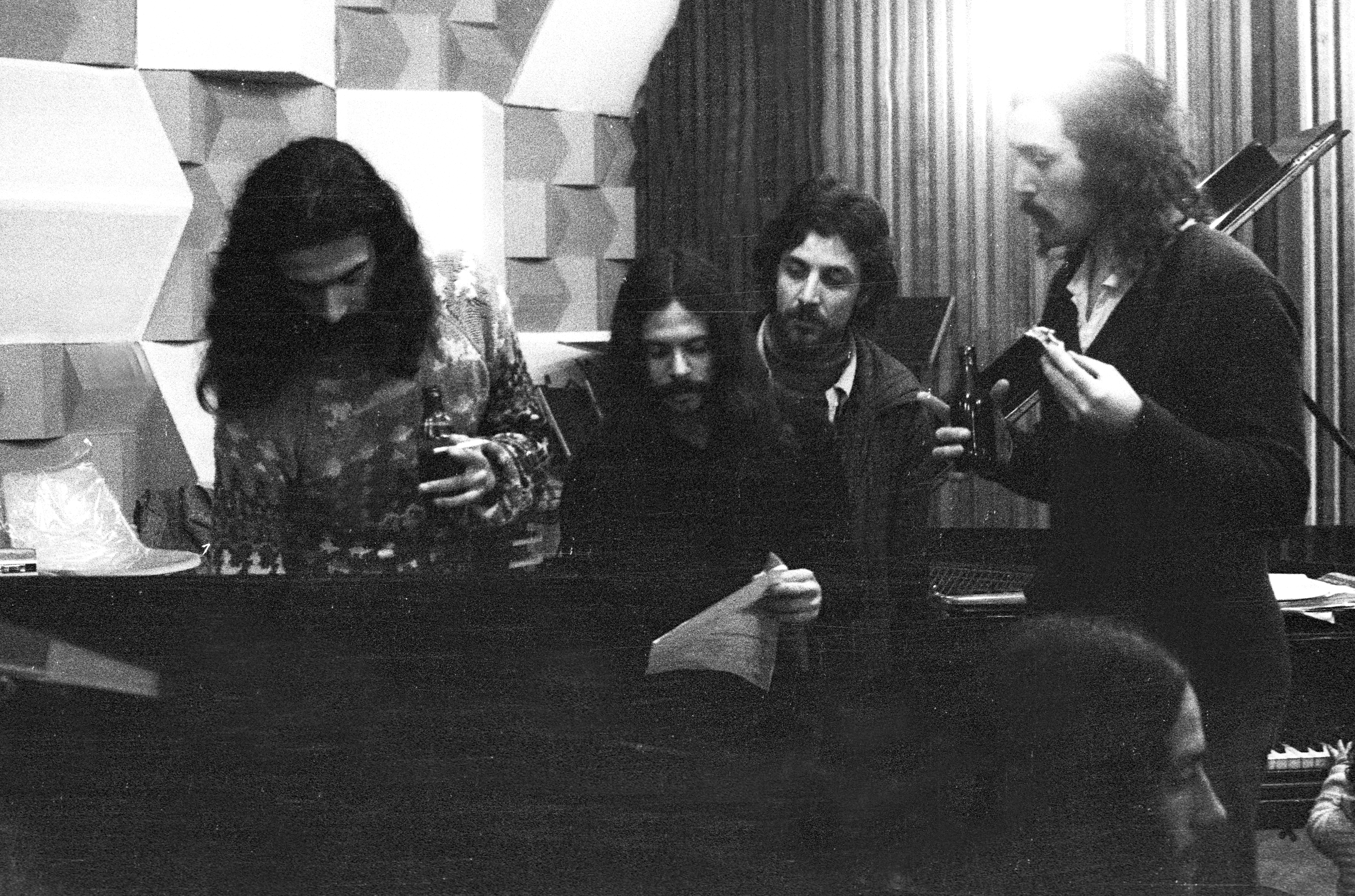
اعضای گروه در حال ضبط در سال ۱۹۷۳ میلادی

### آلبوم‌های استودیویی
- 1971 - El volantín (ال ولانتین)
- 1973 - La ventana یا Todos juntos (پنجره یا همه با هم)
- 1974 - Los sueños de América (رؤیای آمریکایی) - همراه با مانداکا
- 1975 - Los Jaivas یا El indio (لوس خاویاس یا هند)
- 1977 - Canción del sur (آهنگ جنوب)
- 1981 - Alturas de Machu Picchu (ارتفاعات ماچو پیکچو) - بر اساس شعری از پابلو نرودا
- 1982 - Aconcagua (آکونکاگوئا)
- 1984 - Obras de Violeta Parra (آثار ویولتا پارا)
- 1989 - Si tú no estás (اگه تو نباشی)
- 1995 - Hijos de la Tierra (فرزندان زمین)
- 1997 - Trilogía: El reencuentro (پیوند مجدد)
- 1999 - Mamalluca (مامایوکا)
- 2001 - Arrebol (آربول)

### آلبوم‌های زنده
- 1983 - Los Jaivas en Argentina (لوس خایواس در آرژانتین)
- 1983 - Los Jaivas en Moscú (لوس خایواس در مسکو)
- 1991 - Los Jaivas en vivo: Gira ۱۹۸۸ (لوس خایواس در زندگانی: گیرا ۱۹۸۸)
- 1999 - Alturas de Macchu Picchu: En concierto (ارتفاعات ماچو پیکچو: در کنسرت)
- 2000 - En Concierto: Gira Chile ۲۰۰۰ (در کنسرت: گیرا، شیلی، ۲۰۰۰)

### آلبوم‌های ترکیبی
- 1980 - Mambo de Machaguay
- 2000 - En el Bar-Restaurant 'Lo Que Nunca Se Supo'
- 2002 - Obras Cumbres (دیسکو دوبله)
- 2004 - Grandes éxitos: Serie de oro
- 2004 - La vorágine (دیسکو کوئنتوپله)
- 2005 - Canción de amor
- 2010 - Grandes clásicos del Bicentenario: Los Jaivas

### دیگر آثار
- 1972 - Ayer caché / Todos juntos
- 1972 - Mira niñita / Cuero y piel
- 1973 - Indio hermano / Corre que te pillo
- 1976 - Mambo de Machaguay / En tus horas
- 1978 - Bebida mágica / Sueño del inca
- 1995 - Hijos de la tierra
- 1995 - En el tren a Paysandú
- 2001 - Arrebol
- 2001 - Por los niños del mundo
- 2005 - Todos americanos